# Porella tenera
Porella tenera là một loài rêu trong họ Porellaceae. Loài này được H. Hara mô tả khoa học đầu tiên năm 1956.